# III. István magyar király
III. István (horvátul: Stjepan III.; Székesfehérvár, 1147 nyara – Esztergom, 1172. március 4.), az Árpád-házból származó magyar és horvát királyi herceg, Magyarország és Horvátország királya 1162-től 1172-es haláláig. István II. Géza magyar király és Kijevi Eufrozina királyné legidősebb fiúgyermeke volt. Viszonylag rövid ideig tartó uralkodását trónviszályok kísérték, ellenkirályokkal (II. Lászlóval és IV. Istvánnal) kellett küzdenie hatalma megtartásáért.
Mindezek ellenére István próbálta felvirágoztatni királyságát, nevéhez kötődik az első magyar városi kiváltságok kiadása, ezzel az önkormányzatiság meghonosítása. Ezeket a privilégiumokat elsőként Székesfehérvárnak adományozta, ez volt az úgynevezett fehérvári jog, mely később a magyar városi kiváltságrendszer elsődleges jogalapjává vált.
A trónon fivére, a hozzá és apjukhoz, II. Gézához hasonlóan tehetséges Béla herceg követte.

## Élete a trón előtt
III. István 1147-ben született Székesfehérvárott, keresztapja VII. Lajos francia király lett, aki keresztes hadai élén éppen születésekor vonult át az országon.  Istvánt 1152-ben hivatalosan is trónörökösnek nevezték ki, amit ellenségesen figyelt Géza két fivére, László és István, akik Konstantinápolyban, I. Mánuel bizánci császár udvarában várakoztak bátyjuk halálára, ami végül 1162. május 31-én következett be. III. Istvánt néhány nap múlva megkoronázták. Királyként mögötte állt anyja és Lukács esztergomi érsek. Eufrozina elsősorban a német területekkel fennálló jó viszony kiépítésében segített. István nagyrészt anyja politikájának köszönhetően vehette feleségül 1168-ban Babenbergi Ágnest, II. Henrik osztrák herceg herceg leányát.

## Uralkodása

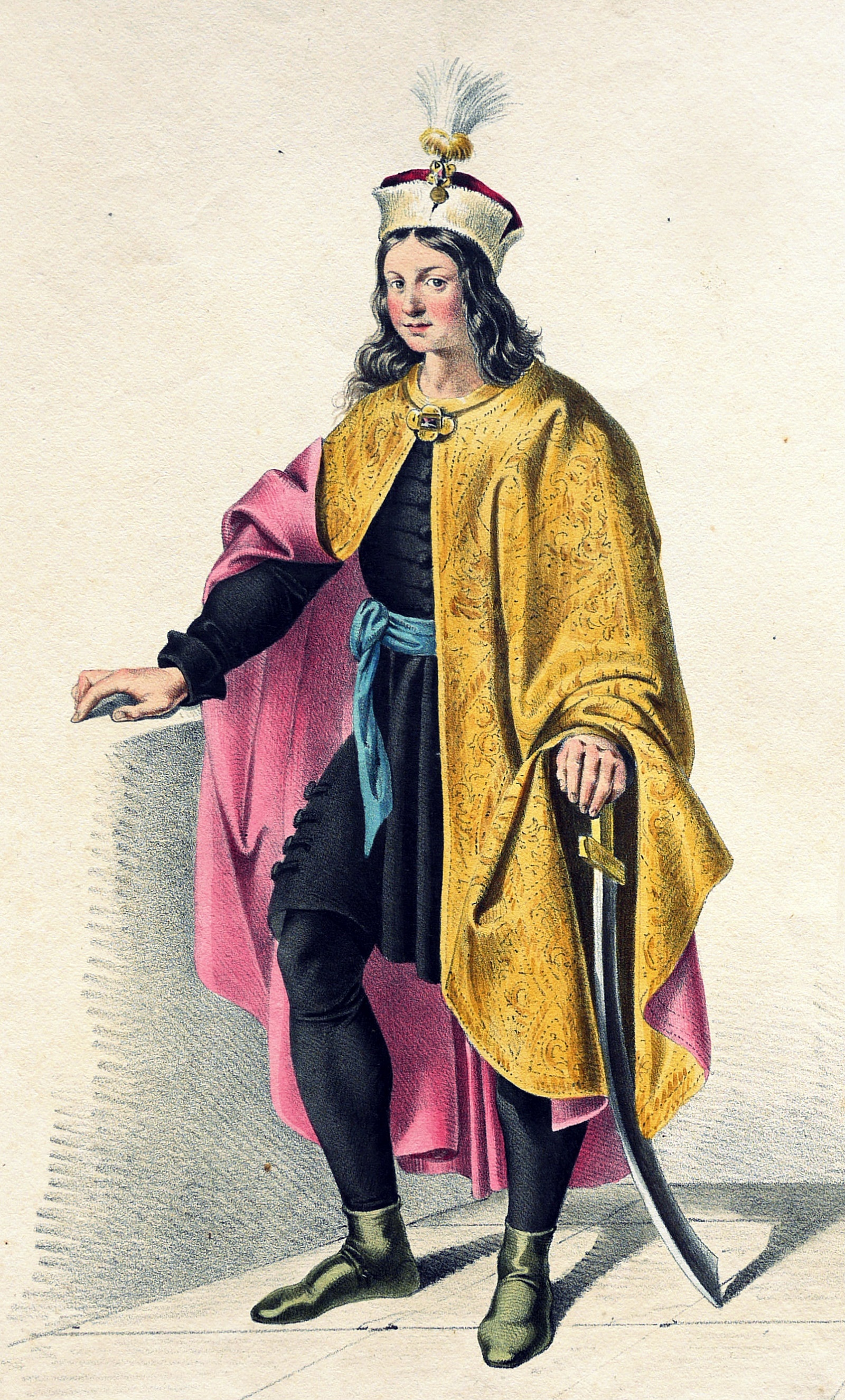
III. István. Moritz von Schwind festménye Josef Kriehuber litográfiája nyomán

III. Istvánt apja halála után néhány nappal megkoronázták. Királyként mögötte állt anyja, Eufrozina anyakirályné és Bánfi Lukács esztergomi érsek. Eufrozina elsősorban a Német-római Birodalommal fennálló jó viszony kiépítésében segített. Nagyrészt neki köszönhető, hogy 1168-ban István feleségül vehette Anna ausztriai hercegnőt, II. Henrik herceg lányát.

### Trónviszályok
I. Manuél bizánci császár igen aktív magyarországi politikát folytatott: törekvése az volt, hogy az országot alattvalójává tegye, vagy akár meghódítsa. Mánuel épp ezért pénzzel és seregekkel támogatta István herceget, aki amint tehette, rátört Magyarországra. A királlyal szemben jelentős túlerőben volt, azonban a magyar előkelők körében olyan népszerűtlen volt, hogy bátyját, Lászlót koronázták meg. Ez a konstrukció is megfelelt Mánuelnek, azonban Lukács esztergomi érsek megtagadta a „szkizmatikus” császár jelöltjének felkenését, akinek végül Mikó kalocsai érsek helyezte a fejére a koronát 1162 július közepén. Lukács erre kiátkozta az ellenkirályt, mire László börtönbe vetette őt.
A viszonylag népszerű II. László elől III. István híveivel együtt Pozsony vidékére húzódott vissza, de a visszavonulás során előbb Kapuvárnál meg kellett ütköznie László híveivel. László a békülékeny politika jegyében III. Sándor pápa közbenjárására szabadon engedte Lukács érseket, de az nem vonta vissza az átkot, sőt az ellenkirály közelgő halálát is megjövendölte. Az ismét bebörtönzött érsek szavai beteljesültek: II. László 1163. január 14-én elhunyt. Ekkor hívei fivére mellé álltak, aki IV. István néven vonult be a történelembe. Őt is Mikó érsek koronázta meg január 27-én. A rossz természetű uralkodó gyorsan elvesztette támogatóit, sőt összeesküvés szövődött ellene. Ezt még leverte bizánci segítséggel, de III. Istvánnal nem bírt.
Unokaöccse a székesfehérvári csatában június 19-én legyőzte, fogságba ejtette, majd trónigényéről lemondatva visszaküldte Mánuelhez, aki kijelentette, hogy felhagy IV. István támogatásával. Az 1164-ben kötött békeszerződés értelmében került III. István öccse, Béla herceg – a későbbi III. Béla – Konstantinápolyba. Ennek ellenére 1164-ben ismét betört Magyarországra, és egészen Bácsig jutott. Barbarossa Frigyes császár ekkor III. István mellé állt a trónviszályban, hogy legyen, ki megvédje a potenciális vetélytárstól.
Közben IV. István ismét szervezkedni kezdett, immár a német-római császárnál is – sikertelenül – segítséget kérve. Az ellenkirály azonban nem kapott elegendő támogatást sehonnan sem, így visszaszorult Zimony várába. Végül hívei mérgezték meg 1165. április 11-én saját életüket féltve.

### Visszatérése a trónra
Nagybátyjai bukása nem hozta meg a nyugalmat III. István számára. Öccse, Béla ugyanis Bizáncban, a császári udvarban nevelkedett. Mánuel lányának vőlegénye és a császári trón örököse lett, így Béla kiváló alapot jelentett Mánuel számára, hogy beavatkozzon a magyar ügyekbe: így például az ő dalmát és horvát hercegi címére hivatkozva foglalta el a fent említett területeket. 1165-1167 között folyt a harc balkáni vidékeken, végül a bizánciak győzelmét hozó zimonyi csata (1167. július 8.) után Mánuel és István békét kötött: a Szerémség magyar, Dalmácia – ahol Velence 1165-ben meghódította Zárát – pedig bizánci fennhatóság alá került. Az ellenségeskedéseknek végül az vetett véget, hogy Magyarország és Velence között dinasztikus kapcsolat jött létre.
A folyamatos harcok közepette István igyekezett támogatni az egyházat és felvirágoztatni az országot. Apjához hasonlóan lemondott az invesztitúra jogáról, és kijelentette, hogy az egyház javait csak végszükség esetén használja fel saját céljaira. Ő volt az első magyar király, aki városi – közelebbről a székesfehérvári – polgároknak privilégiumokat adott. Ez a fehérvári jog, mely a későbbi városi kiváltságjogok alapját képezte.

## Halála
III. István akkori szemmel is fiatalon, 1172. március 4-én hunyt el Esztergomban. Egyes források szerint megmérgezték. Bánfi Lukács temettette el az esztergomi Szent Adalbert–székesegyházban, ezzel III. István lett az első király, akit Esztergomban helyeztek nyugalomra. A trónon öccse, a Bizáncban nevelkedő tehetséges Béla követte, ugyanis fia, a szintén Béla névre keresztelt herceg nem érte meg a felnőttkort.

## Családja
Feleségétől, Babenbergi Ágnes királynétól, II. Henrik osztrák herceg és Komnéna Teodóra bizánci hercegnő lányától két gyermeke született:
- Béla (1167-1172 előtt), nem érte meg a felnőttkort;
- N. (1172–?), nem érte meg a felnőttkort.